# 在クライストチャーチ領事事務所
在クライストチャーチ領事事務所（英語: Consular Office of Japan in Christchurch）は、ニュージーランド第二の都市にして南島最大の都市クライストチャーチに設置されている日本の領事事務所である。
当領事事務所は、世界で最も南に位置する日本の在外公館かつ領事機関である。

## 沿革

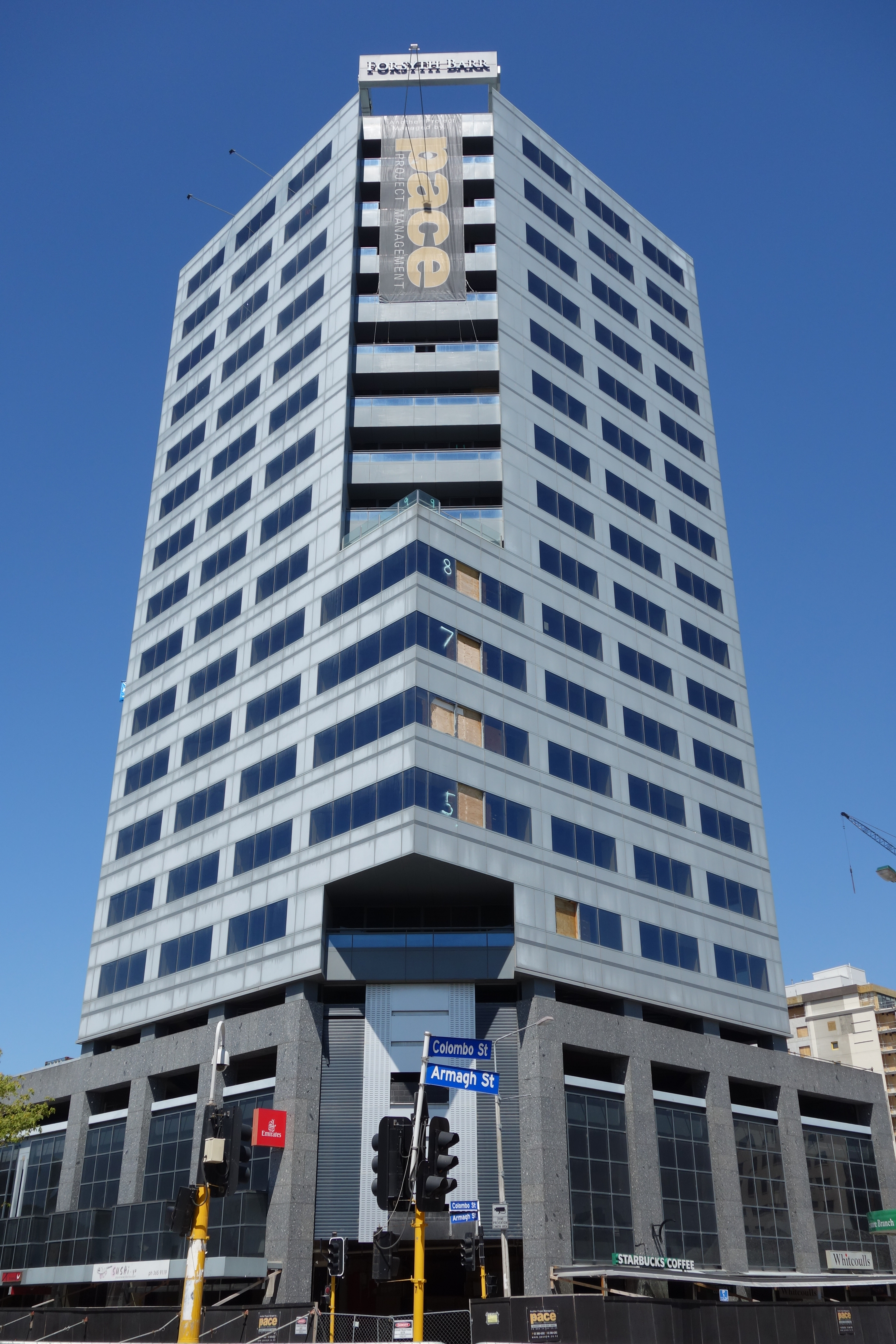
2011年2月のカンタベリー地震まで出張駐在官事務所が5階に入居していたフォーサイス・バー・ビル

- 1952年4月28日、サンフランシスコ平和条約の発効により日本国が独立、ニュージーランドも同条約締結国のうちの一国[2]
- 昭和時代、遅くとも1978年5月1日までに、在クライストチャーチ出張駐在官事務所（在クライストチャーチ駐在官事務所）が開設されている[3]
- 2011年2月22日、クライストチャーチのあるカンタベリー地方で大地震が発生して日本人28人を含む185人が死亡し[4]、フォーサイス・バー・ビル（英語版）5階に入居していた出張駐在官事務所[5]も地震被害のため閉鎖される[6]
- 2011年3月23日、クライストチャーチ市内にあるハートランド・ホテル・コッツウォルドの810号室を間借りする形で在クライストチャーチ出張駐在官事務所の臨時事務所が再開される[7]
- 2011年7月25日、地震発生以後5ヶ月以上にわたって停止されていたクライストチャーチにおける旅券発給業務が再開される[8]
- 2012年1月16日、それまでの臨時事務所に代わって「12 Peterborough Street, Christchurch」に在クライストチャーチ出張駐在官事務所が開設される[9]
- 2014年8月1日、クライストチャーチの出張駐在官事務所が在クライストチャーチ領事事務所に改称される[10]
- 2022年5月24日、領事事務所がクライストチャーチ市内の「172 Hereford Street, Christchurch」に移転する[11]

## 所在地
172 Hereford Street, Christchurch 8011